# Леваны (железнодорожный разъезд)
Леваны — упразднённый железнодорожный разъезд в Фалёнском районе Кировской области. Исключен из учётных данных в 2022 году.

## География
Находится на расстоянии примерно 5 километров по прямой на северо-запад от районного центра поселка Фалёнки, примыкая к железнодорожной линии Киров-Пермь.

## История
Разъезд известен с 1926 года, когда в нём было учтено 3 двора и 8 жителей, в 1950 году 4 двора и 20 жителей, в 1989 году проживало 12 человек. До 2020 года входил в Левановское сельское поселение Фалёнского района, ныне непосредственно в составе Фалёнского района.

## Население
| 2010 |
| ---- |
| 2    |

Постоянное население составляло 7 человек (русские 86 %) в 2002 году, 2 в 2010.